# О’Коннор, Глэдис
Глэдис О’Коннор (англ. Gladys O'Connor, 28 ноября 1903, Лондон — 21 февраля 2012, Торонто) — канадская характерная актриса британского происхождения. Родилась в Лондоне; О’Коннор переехала со своей семьёй в Гамильтон, Онтарио, Канада, в 1912 году, в конце концов поселившись в Торонто.
После нескольких десятилетий работы предпринимательницей О’Коннор продолжила карьеру в качестве актрисы в 1980-х, снявшись в таких фильмах, как «Полицейская академия 3: Переподготовка» (1986), «Билли Мэдисон» (1995), «Летите домой» (1996), «Шпионка Гарриет» (1996), «Долгий поцелуй на ночь» (1996) и «Наполовину испечённый» (1998). Последняя роль О’Коннор была в 1998 году.

## Ранние годы
Она родилась в 1903 году в Лондоне, Англия, Соединённое Королевство. Она и её семья переехали в Канаду, когда ей было девять лет. Прежде чем стать актрисой, она работала продавщицей, бухгалтером и счетоводом.

## Карьера
О’Коннор начала сниматься в американских телесериалах и фильмах в середине 1980-х годов. Её первое появление было в фильме «Полицейская академия 3: Переподготовка» в 1986 году. Некоторые из других её ролей известны по фильмам: «Сценический дебют», «Шпионка Гарриет», «Билли Мэдисон», «Матрица» и «Долгий поцелуй на ночь».
Она сыграла капризную, но добрую крестьянку в фильме «Летите домой» (1996). Её последняя роль пришлась на 1998 год, когда она сыграла Мэвис в телефильме «Феномен Филадельфии».

## Смерть
Глэдис умерла в Торонто в 2012 году в возрасте 108 лет.